# Ологойская битва
Ологойская битва — сражение 21 июля 1690 года в ходе первой ойрато-маньчжурской войны между войском Джунгарского ханства под руководством Галдан-Бошогту-хана и корпусом Цинской армии под руководством генерала Арани. Сражение закончилось победой ойратов.

## Предыстория
Летом 1690 года маньчжуро-китайские войска выступили в поход на Галдан-Бошогту хана, который в то время находился на реке Улдза на северо-востоке Халхи, в его распоряжении тогда находились 20 тысяч воинов. 
26 июля 1690 года Галдана атаковал двадцатитысячный корпус Цинской армии под руководством генерала Арани.

## Силы сторон
Численность джунгарского войска на момент битвы составляла 20-25 тысяч человек. 
Корпус Арани насчитывал 20 тысяч человек, в него входили также отряды воинов Халха-Монголии и Южной Монголии.

## Ход битвы
Вначале ойратский лагерь атаковали немногочисленные отряды из Халха-Монголии и Южной Монголии, однако нападение было отбито ойратами. Далее последовала объединённая атака маньчжуро-китайских, халхаских и южно-монгольских воинов, входивших в корпус.
Джунгары отбили атаку цинских войск и перешли в контрнаступление, фланги цинской армии были сметены атакой джунгарской конницы, обступавшей основные силы имперцев. Видя опасность окружения, Арани отступил.
Ойраты в течение нескольких недель преследовали отступавшего противника, уничтожая вражеские войска.

## Последствия
Разбив Цинский корпус, Галдан двинулся на юг, в район реки Шара-Мурэн. 
Данная битва предшествовала крупному сражению при Улан-Бутуне.